# شهرستان رنهوا
رنهوا (به لاتین: Renhua County) یک شهرستان در جمهوری خلق چین است که در شاوگوان واقع شده‌است.